# Italië op de Paralympische Winterspelen 2014
Italië was een van de landen die deelnam aan de Paralympische Winterspelen 2014 in Sotsji, Rusland.

## Deelnemers en resultaten
(m) = mannen, (v) = vrouwen 

### Alpineskiën
| Paralympiër                           | Onderdeel                            | Resultaat | Prestatie         |
| ------------------------------------- | ------------------------------------ | --------- | ----------------- |
| Ugo Bregant                           | Slalom, staand (m)                   | DNF       | Niet gefinisht    |
| Alessandro Daldoss Gids: Luca Negrini | Afdaling, visueel beperkt (m)        | 6e        | 1:23.97           |
| Alessandro Daldoss Gids: Luca Negrini | Super G, visueel beperkt (m)         | DNF       | Niet gefinisht    |
| Alessandro Daldoss Gids: Luca Negrini | Supercombinatie, visueel beperkt (m) | DNF       | Niet gefinisht    |
| Alessandro Daldoss Gids: Luca Negrini | Reuzenslalom, visueel beperkt (m)    | DNF       | Niet gefinisht    |
| Christian Lanthaler                   | Afdaling, staand (m)                 | 8e        | 1:27.99           |
| Christian Lanthaler                   | Super G, staand (m)                  | DNS       | Niet gestart      |
| Christian Lanthaler                   | Reuzenslalom, staand (m)             | 15e       | 2:43.82           |
| Hansjoerg Lantschner                  | Super G, staand (m)                  | 14e       | 1:28.68           |
| Hansjoerg Lantschner                  | Slalom, staand (m)                   | DNF       | Niet gefinisht    |
| Hansjoerg Lantschner                  | Supercombinatie, staand (m)          | 14e       | 2:30.66           |
| Hansjoerg Lantschner                  | Reuzenslalom, staand (m)             | DNF       | Niet gefinisht    |
| Nicolo Orsini                         | Reuzenslalom, staand (m)             | DSQ       | Gediskwalificeerd |
| Andrea Valenti                        | Slalom, staand (m)                   | 31e       | 2:17.10           |
| Andrea Valenti                        | Reuzenslalom, staand (m)             | DNF       | Niet gefinisht    |
| Marco Zanotti                         | Slalom, staand (m)                   | 27e       | 2:10.05           |
| Marco Zanotti                         | Reuzenslalom, staand (m)             | 17e       | 2:45.49           |
|                                       |                                      |           |                   |
| Melania Corradini                     | Afdaling, staand (v)                 | DNF       | Niet gefinisht    |
| Melania Corradini                     | Super G, staand (v)                  | 8e        | 1:38.57           |
| Melania Corradini                     | Supercombinatie, staand (v)          | DNS       | Niet gestart      |
| Melania Corradini                     | Reuzenslalom, staand (v)             | DNF       | Niet gefinisht    |

### Biatlon
| Paralympiër     | Onderdeel            | Resultaat | Prestatie |
| --------------- | -------------------- | --------- | --------- |
| Enzo Masiello   | 12.5 km, zittend (m) | 14e       | 40:27.5   |
| Enzo Masiello   | 15 km, zittend (m)   | 20e       | 55:37.0   |
|                 |                      |           |           |
| Pamela Novaglio | 6 km, staand (v)     | 10e       | 21:44.0   |
| Pamela Novaglio | 10 km, staand (v)    | 10e       | 34:57.2   |
| Pamela Novaglio | 12.5 km, staand (v)  | 10e       | 46:06.3   |

### Langlaufen
| Paralympiër          | Onderdeel                | Resultaat | Prestatie      |
| -------------------- | ------------------------ | --------- | -------------- |
| Enzo Masiello        | 10 km, zittend (m)       | 6e        | 32:21.8        |
| Enzo Masiello        | 15 km, zittend (m)       | 7e        | 43:59.5        |
| Roland Ruepp         | 10 km, zittend (m)       | DNF       | Niet gefinisht |
| Roland Ruepp         | 15 km, zittend (m)       | 16e       | 50:12.0        |
| Giordano Tomasoni    | 10 km, zittend (m)       | 24e       | 39:47.8        |
| Giordano Tomasoni    | 15 km, zittend (m)       | 21e       | 56:50.8        |
|                      |                          |           |                |
| Francesca Porcellato | 1 km sprint, zittend (v) | 9e        | Halve finale   |
| Francesca Porcellato | 5 km, zittend (v)        | 10e       | 17:48.2        |
| Francesca Porcellato | 12 km, zittend (v)       | 10e       | 42:51.4        |

### Sledgehockey
| Paralympiër | Onderdeel     | Resultaat | Prestatie |
| --- | ------------- | --------- | --- |
| Gabriele Araudo Bruno Balossetti Gianluca Cavaliere Andrea Chiarotti Giuseppe Condello Valerio Corvino Christoph Depaoli Rupert Kanestrin Nils Larch Gregory Brian Alexis Leperdi Andrea Macri Florian Planker Roberto Radice Gianluigi Rosa Santino Stillitano Werner Winkler | Team, gemengd | 6e        | Groep B: (3e) USA - ITA: 10 - 5 RUS - ITA: 7 - 0 KOR - ITA: 1 - 2 Kwalificatie plaats 5 t/m 8 ITA - SWE: 3 - 2 Plaats 5/6 CZE - ITA: 3 - 0 |

### Snowboarden
| Paralympiër           | Onderdeel          | Resultaat | Prestatie |
| --------------------- | ------------------ | --------- | --------- |
| Giuseppe Comunale     | Snowboardcross (m) | 23e       | 2:23.21   |
| Fabio Piscitello      | Snowboardcross (m) | 25e       | 2:26.18   |
| Luca Righetti         | Snowboardcross (m) | 26e       | 2:29.84   |
|                       |                    |           |           |
| Veronica Yoko Plebani | Snowboardcross (v) | 11e       | 3:42.34   |